# Ernée
Ernée là một xã trong vùng hành chính Pays de la Loire, thuộc tỉnh Mayenne, quận Mayenne, tổng Ernée. Tọa độ địa lý của xã là 48° 17' vĩ độ bắc, 00° 55' kinh độ đông. Ernée nằm trên độ cao trung bình là 142 mét trên mực nước biển, có điểm thấp nhất là 107 mét và điểm cao nhất là 200 mét. Xã có diện tích 36,53 km², dân số vào thời điểm 1999 là 5703 người; mật độ dân số là 156 người/km².

## Thông tin nhân khẩu
| 1946  | 1954  | 1962  | 1968  | 1975  | 1982  | 1990  | 1999  | 2007  |
| ----- | ----- | ----- | ----- | ----- | ----- | ----- | ----- | ----- |
| 4.995 | 4.952 | 4.894 | 5.146 | 5.612 | 5.901 | 6.052 | 5.703 | 5.793 |

## Các thành phố kết nghĩa
- Glenfield, Vương quốc Anh
- Dorsten, Đức